# الهجرة (الحصن)

تعديل مصدري - تعديل

الهجرة هي إحدى قرى عزلة اليمانية العليا بمديرية الحصن التابعة لمحافظة صنعاء، بلغ تعداد سكانها 102 نسمة حسب تعداد اليمن لعام 2004.